# Plethodon shenandoah
Espèce
Synonymes
- Plethodon richmondi shenandoah Highton & Worthington, 1967

Statut de conservation UICN

 CR D2 : 
En danger critique
Plethodon shenandoah est une espèce d'urodèles de la famille des Plethodontidae.

## Répartition
Cette espèce est endémique de l'état de la Virginie, aux États-Unis. Elle se rencontre de 900 à 1 143 m d'altitude dans le parc national de Shenandoah, dans les comtés de Madison et de Page.

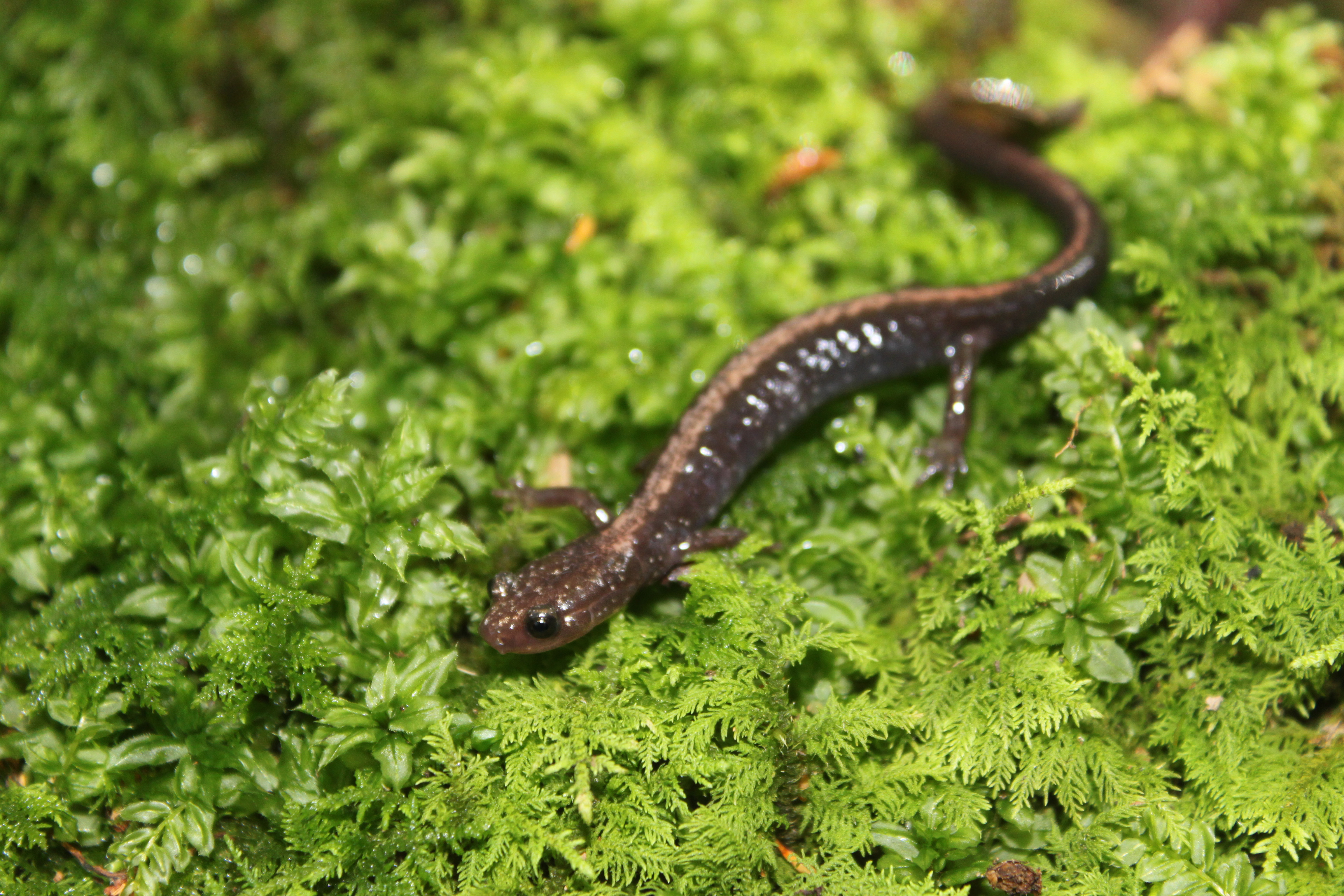

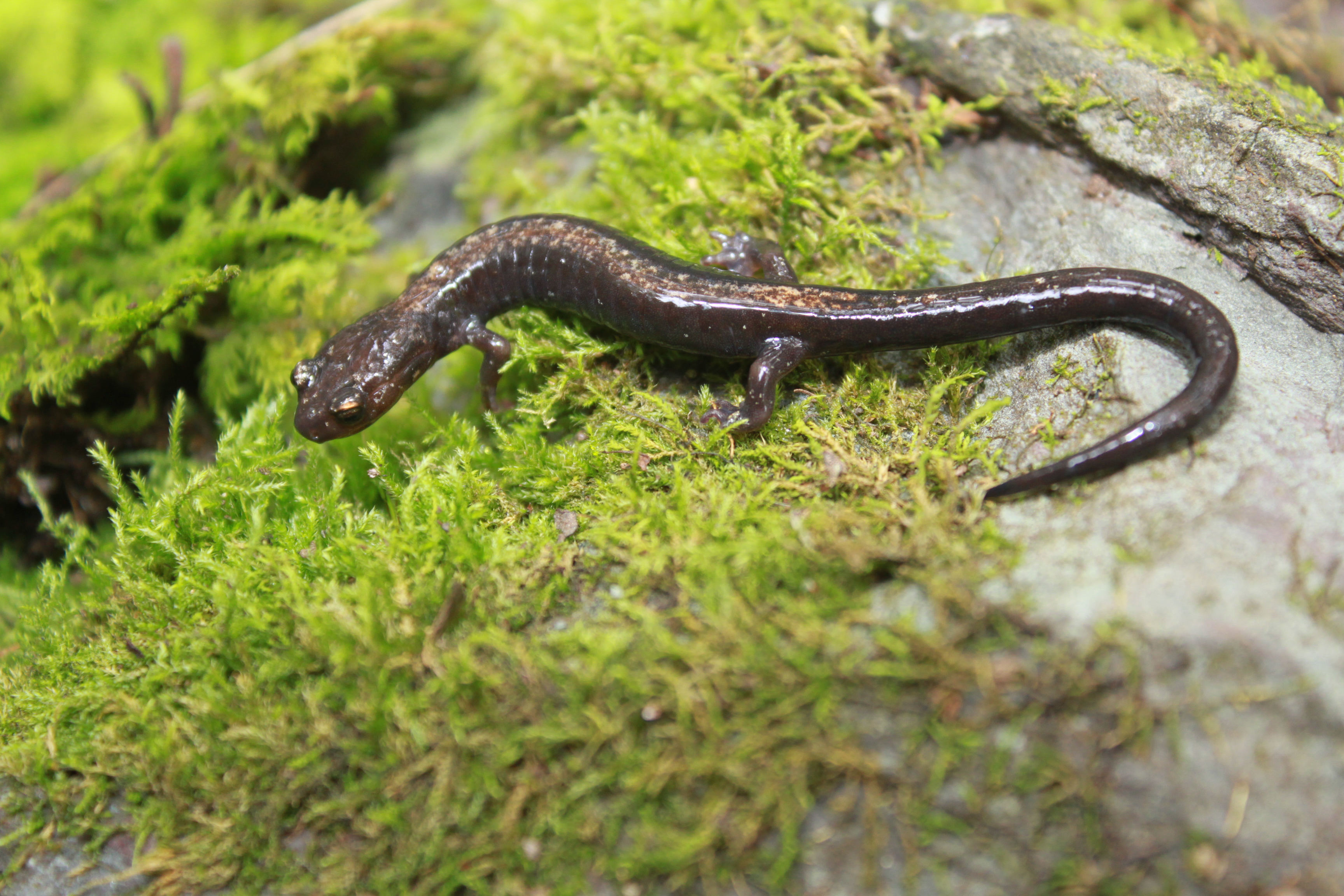

## Étymologie
Cette espèce est nommée en référence au lieu de sa découverte, le parc national de Shenandoah.

## Publication originale
- Highton & Worthington, 1967 : A new salamander of the genus Plethodon from Virginia. Copeia, vol. 1967, p. 617-626.